# 1998年ドイツ連邦議会選挙
1998年ドイツ連邦議会選挙（1998ねんドイツれんぽうぎかいせんきょ、ドイツ語: Bundestagswahl 1998）は、ドイツ連邦共和国の下院に当たるドイツ連邦議会 (Deutscher Bundestag) の議員を選出するため、1998年9月に行われた選挙である。

## 概要
連邦議会の議員任期（4年）が、満了したことをうけて行われた。1982年以来、政権の座にあったコール首相の与党である中道保守連合（ドイツキリスト教民主同盟・キリスト教社会同盟 + 自由民主党）が赤緑連合（ドイツ社会民主党 + 同盟90/緑の党）に敗れた。選挙後に、社会民主党の首相候補であるシュレーダーを首班とする赤緑連合政権が発足した。

## 選挙データ
- 投票日：1998年9月27日
- 連邦首相：ヘルムート・コール（ドイツキリスト教民主同盟）…キリスト教社会同盟、自由民主党との連立政権
- 連邦議会の定数：656議席（小選挙区328議席）・・・超過議席のため選挙毎に変動あり
- 選挙制度：比例代表制（小選挙区比例代表併用制）
  - 全体の議席は第2投票（政党への投票）の得票に基づく比例配分で決定されるが、少数政党乱立を防止する観点から、第2投票で有効得票総数の 5% 以上を獲得するか、または第1投票（選挙区候補者への投票）で3名以上当選者を出した政党へのみ比例配分される。なお選挙区議席が比例配分議席を上回った場合は超過議席となる。
- 選挙権と被選挙権：いずれも満18歳以上のドイツ国民に与えられる。

## 選挙結果

選挙の前後での党派別議席構成

- 有権者数：60,762,751名
- 投票率：82.2%
- 投票者数：49,947,087名
- 有効票数：49,166,580票

|                          |                         |                                |            |            |            |            |           |            |
| 党派                     | 党派                    | 党派                           | 候補者投票 | 候補者投票 | 政党投票   | 政党投票   | 議席数    | 議席数     |
| 党派                     | 党派                    | 党派                           | 得票数     | 得票率 (%) | 得票       | 得票率 (%) | 全体 議席 | （選挙区） |
|                          | ドイツ社会民主党（SPD)  | ドイツ社会民主党（SPD)         | 21,535,893 | 43.8       | 20,181,269 | 40.9       | 298       | 212        |
|                          | CDU/CSU                 | ドイツキリスト教民主同盟 (CDU) | 15,854,215 | 32.2       | 14,004,908 | 28.4       | 198       | 74         |
| キリスト教社会同盟 (CSU) | CDU/CSU                 | 3,602,472                      | 7.3        | 3,324,480  | 6.7        | 47         | 38        |            |
| CDU/CSU 小計             | CDU/CSU                 | 19,456,687                     | 39.5       | 17,329,388 | 35.1       | 245        | 112       |            |
|                          | 同盟90/緑の党（B90/Gr） | 同盟90/緑の党（B90/Gr）        | 2,448,162  | 5.0        | 3,301,624  | 6.7        | 47        | 0          |
|                          | 自由民主党（FDP)        | 自由民主党（FDP)               | 1,486,433  | 3.0        | 3,080,955  | 6.2        | 43        | 0          |
|                          | 民主社会党 (PDS)        | 民主社会党 (PDS)               | 2,416,781  | 4.9        | 2,515,454  | 5.1        | 36        | 4          |
| 議席合計                 | 議席合計                | 議席合計                       | 議席合計   | 議席合計   | 議席合計   | 議席合計   | 669       | 328        |